# Buda László
Buda László (1968. augusztus 17. –)[forrás?] magyar orvos, pszichiáter és pszichoterapeuta, aki több mint harminc éve foglalkozik a testi-lelki problémákkal küzdő emberek segítésével. Az ő nevéhez fűződik két egyedülálló módszer: a SzomatoDráma, az Ultrarövid Terápia és az ezekhez kapcsolódó képzési program kidolgozása. Három könyv – Mit üzen a tested?, Mit üzen a lelked? és Mit üzen az életed? – szerzője, emellett számos tanulmányt és egyéb írást publikált. Magyarországon elismert szakemberként gyakran nyilatkozik a test és lélek kapcsolatáról különféle fórumokon.
Amellett köteleződött el, hogy bátorítsa, tanítsa és támogassa azokat, akik szeretnének a radikális öngondoskodás útjára lépni és akik mély és tiszta belső hívást éreznek arra, hogy embertársaik szenvedését enyhítsék és őket fontos döntések meghozatalában támogassák. 
Buda László jelenleg elsősorban előadásokat, szakmai továbbképzéseket tart, valamint aktívan részt vesz a SzomatoDráma és az Ultrarövid Terápia köré szerveződő szakmai közösség építésében és gondozásában. Az utóbbi években felkeltette az érdeklődését a mesterséges intelligencia és egy AI-alapú terápiás módszer kidolgozásával is foglalkozik, amelyek célja, hogy a mesterséges intelligencia eszközeivel támogassa az önismereti folyamatokat és a testi-lelki egészség megőrzését.

## Élete és munkássága
Buda Lászlót 18 évesen még nem annyira érdekelte az emberi lélek működése vagy a szenvedés enyhítése, leginkább azért választotta a Pécsi Orvostudományi Egyetemet, mert az orvosi szakma nagy presztízsűnek számított. Az egyetem évei alatt egy ponton még azt is fontolóra vette, hogy abbahagyja a tanulmányait, ennek fő oka az volt, hogy nem tudott azonosulni a hagyományos orvoslás bizonyos megközelítéseivel. Kritikus volt azzal kapcsolatban, hogy az orvosi gyakorlat gyakran a tünetek kezelésére koncentrál, miközben figyelmen kívül hagyja az emberi test és lélek közötti kapcsolatot. Ez a belső konfliktus vezetett későbbi útkereséséhez, amely során olyan módszereket és megközelítéseket dolgozott ki, amelyek a holisztikus gyógyítást és a belső összefüggések feltárását helyezik előtérbe.
Az egyetem elvégzését követően pályája kezdetén hagyományos pszichiátriai osztályokon dolgozott, ahol mély betekintést nyert az emberi lélek működésébe és a mentális zavarok természetébe.  Emellett a Pécsi Orvostudományi Egyetemen kezdett oktatni pszichológiai és szociológiai jellegű tantárgyakat, ahol oktatói és előadói pályafutása is kibontakozott. Az oktatói munka mellett kutatói tevékenységet is folytatott, közel 8 évnyi anyaggyűjtés, rendszerezés és publikálás után Ph.D. címet szerzett az alternatív/komplementer gyógyászat szociológiai és pszichológiai összefüggéseinek vizsgálatában.
Az egyetem megbízásából megalapította Magyarország első komplementer medicinával foglalkozó tanszékét, amelyet éveken át vezetett. Újító kezdeményezései között szerepelt a „Természetes élet- és gyógymódok tanácsadója” másoddiplomás képzés elindítása is. Oktatói munkájában nemcsak a pszichoterápia és a természetgyógyászat elméleti alapjait adta át, hanem diákjaival együtt gyakorolták az önismeretet, az empatikus kommunikációt és az odafigyelő tanácsadást.
Egyéni pszichoterápiás praxisa mellett önismereti pszichodráma csoportokat vezetett, később pedig vállalati tréningek és a vezetői coaching területén is szerzett tapasztalatokat. Ezek a különböző területek hozzájárultak ahhoz, hogy gazdag tapasztalatot szerezzen az emberi viselkedés, csoportdinamika és különféle terápiás megközelítések terén.
2005-ben Buda László megismerkedett a szomato-pszichoterápiával, amely jelentős hatással volt későbbi munkásságára. A test-orientált pszichoterápia mélységet, dinamizmust és az átütő hatékonyság ígéretét hozta terápiás és tréneri tevékenységeibe. Számos külföldi és hazai továbbképzésnek köszönhetően lett egyfajta gyakorlatias rálátása a test és a lélek terápiás összekapcsolásának jelentőségére.
Társaival együtt megalapította a Magyar Szomato-pszichoterápiás Egyesületet, amelynek három évig elnöke is volt. Letették névjegyüket a hazai szakmai palettán, sok száz ember fordult meg az általuk szervezett tanfolyamokon, tréningeken. 
A szomato-pszichoterápia területén szerzett tapasztalatai alapján Buda László 2009-ben létrehozta a SzomatoDráma módszerét. Ennek alapját a „Gyógyító Játék” képezi, amelyet azóta számos szakember sikeresen alkalmaz országszerte.
Időközben érlelődött benne az Ultrarövid Terápia (UT) módszertana is, amely 2016-17 tájékán nyerte el végleges 5 lépcsős formáját. Az UT egy hatékony egyéni konzultációs megközelítés, amely ötvözi Buda László korábbi egyéni terápiás és SzomatoDráma tapasztalatait.

### SzomatoDráma
A SzomatoDráma egy holisztikus önismereti-öngyógyító módszer, amelynek legfőbb jellemzői az egyszerűség, a játékosság, az érzelemgazdagság és a hatékonyság.
A SzomatoDráma személyre szabott összefüggésrendszert tár fel a fizikai tünetek és a lelki folyamatok között, támogatja az önelfogadás és az önszeretet átélését, a természetes öngyógyító folyamatok akadályainak felszámolását.

### Ultrarövid Terápia
Az Ultrarövid Terápia (a továbbiakban röviden: UT) egy olyan egyéni konzultációs módszer, mely – megfelelő előkészítés és utógondozás mellett – mindössze egyetlen, 60-120 perces úgynevezett Ultrarövid terápiás konzultációból áll. Ez egy önismereti fókuszú, intenzív munka egy kliens és egy Ultrarövid terápiás konzulens között, aki az aktuálisan leglényegesebb témára fókuszálva, aktív, dramatikus technikákkal igyekszik jelentős felismerések, érdemi döntések és meghatározó belső elmozdulások felé segíteni kliensét.
Az UT legfontosabb jellemzői a gyorsaság, a mélység, a hatékonyság, a biztonság és a humánum. 

### Képzések és oktatási tevékenység
Buda László nevéhez két módszer és képzési program kidolgozása fűződik, amelyek célja a testi-lelki egészség integrált megközelítésének elterjesztése és az önismereti munka támogatása.
- SzomatoDráma képzések: A többlépcsős képzési rendszerben a kiscsoportos SzomatoDráma játék vezetése iránt érdeklődők, valamint a módszert egyéni konzultációs formában használni kívánók számára is elérhető képzés. Ezek célja, hogy a résztvevők megismerjék a SzomatoDráma adott formában használható szakmai alkalmazási lehetőségeit, elmélyüljenek a játékvezetői, illetve egyéni konzulensi attitűd kialakításában, valamint elsajátítsák a játék/konzultáció vezetésének technikáit. Az ún. SzomatoDráma Szakember képzés elvégzése nagyobb csoportokban zajló, akár több alkalmas SzomatoDráma programok, több napos elvonulások szervezésére, vezetésére is feljogosít.
- Ultrarövid Terápia (UT) képzés: A 20 napos gyakorlatorientált képzés során a résztvevők képet kapnak az egy alkalmas egyéni konzultáció keretrendszeréről, felépítéséről és folyamatáról, hogy hogyan érdemes alkalmazni az Ultrarövid Terápia 5 lépcsős modelljét különféle problémák hatékony kezelésére. A képzés kiterjed az Ultrarövid Terápia (UT) történetének, filozófiájának, emberképének ismertetésére, és a szakmai palettán való elhelyezkedésére is. Figyelmet szentel az egyalkalmas konzultációs munka etikai, jogi, törvényi szabályozással kapcsolatos aspektusainak tudatosítására is.[6]
- UT a coachingban képzés: A tíz napos, intenzív, gyakorlatorientált coaching képzés célja, hogy a résztvevők számára olyan eszköztárat biztosítson, amely az Ultrarövid Terápia® (UT) módszertanából adaptált technikákra épül. Használatának elsajátítása segíthet olyan coach kompetenciák elmélyítéséhez, mint az etikus viselkedés, a nyitott, érdeklődő és kliensközpontú szemlélet, a partnerségben kötött tiszta és egyértelmű megállapodások, a megtartó és magabiztos tudatos jelenlét, az aktív figyelem és hallgatás, az érzelmi mintázatok azonosítása és felismertetése, a metaforák és analógiák hatékony használata, a nézőpontok konstruktív irányba mozdítása, a tanulás és  fejlődés elősegítése.[7]

Ezek a képzések és programok mára több száz szakember, terapeuta és érdeklődő számára tették lehetővé, hogy megismerjék és alkalmazzák a Buda László által kidolgozott módszereket, hozzájárulva saját és mások testi-lelki egyensúlyához.

## Könyvei
- Mit üzen a tested? (2013, Kulcslyuk Kiadó) - Bestseller
- A Gyógyító Játék vezetése (2015, Testtől Lélekig Alapítvány
- Mit üzen a lelked? (2016, Kulcslyuk Kiadó) - Bestseller
- Unread Messages – From Your Body (e-book, 2024)
- Mit üzen az életed? (2024, Kulcslyuk Kiadó) - Bestseller

Ezen kívül Buda László több más önismereti és pszichológiai témát feldolgozó kötet társszerzője is:
- Fejben dől el? (2017, Kulcslyuk Kiadó)
- Az egyensúlyvesztéstől az új egyensúlyig (2018, Kulcslyuk Kiadó)
- Találkozás önmagaddal - egyszerű kérdések, nehéz válaszok (2020, Guruló Egyetem)
- Életbátorság (2021, Kulcslyuk Kiadó)
- Mit tehetünk magunkért? (2022, Kulcslyuk Kiadó)

## Cikkek, publikációk

### 2019
- A szenvedéseink jelentős része teljesen felesleges, Forbes, 2024
- Mit üzen az életed? - megjelent Buda László új könyve, Vehir.hu, 2024
- Az intenzív önismereti és terápiás élményekkel járó kockázatról és felelősségről, 2024
- Az AI hatása mentális egészségünkre, Magnet Bank, 2024
- “Úgy kell a testünkről gondoskodni, mint a gyerekünkről” - Nők lapja, 2023
- Testi-lelki jól-létünk alapja: önismeret + önelfogadás + önszeretet - Életigenlők, 2023
- A betegség arról is szól, hogy mit rejtünk el önmagunk elől - HVG Extra - Pszichológia, 2021

### 2019 előtt
- Ne akarjuk mindenáron elkerülni a kiégést! - Üzlet & Pszichológia, 2019
- A folyó folyjon, a meder tartson, HVG Pszichológia, 2019
- Útban a testem felé, Diéta & Fitnesz, 2017
- Útban a testem felé - Gyógyító kíváncsiság (2. rész), Diéta & Fitnesz, 2017
- Szeresd a tested!, Stahl Magazin, 2017
- A legnagyobb veszély, ha mindig elhisszük, amit gondolunk, Pszichoforyou, 2017
- A legnagyobb varázslat az ember, Rezidencia Magazin, 2017
- Mitől telik meg a “szeretettartály”?, Nők Lapja Psziché, 2016
- SzomatoDráma: üzen a testünk, Nők Lapja, 2016
- Változás-menedzserem: a porckorongom, Camino, 2012
- Meséljen a prosztata!, Camino, 2012

### Hanganyagok
- Vendégünk Dr. Buda László a SzomatoDráma és az Ultrarövid Terápia módszerek megalkotója
- Dr. Buda László a Kossuth Rádió Igéző című műsorában
- Dr. Buda László a Lélek Koffein Podcast vendége
- Dr. Jazzy Vendége Dr. Buda László Orvos, Pszichiáter, Pszichoterapeuta

## Interjúk/ beszélgetések

### 2020
- Dr. Buda László: "Eljött a takarítás ideje", Frisshírek Podcast, 2024. YouTube
- Dr. Buda László: Mit üzen az életed? 3 lépés a megfejtéshez, Karizma Podcast, 2024. YouTube
- Pszichofotel - Gánti Bence vendége Dr. Buda László, 2024. YouTube
- Akkor és most – Portrébeszélgetés, Lusztig Ágnes vendége Dr. Buda László, 2024. YouTube
- GESZTI+ 6. epizód: FORMÁLHATJUK-E A SZEMÉLYISÉGÜNKET? vendégek: Sterczer Hilda, Buda László, 2023. YouTube
- Az élet dolgairól, Beszélgetés Dr. Buda Lászlóval, 2023. YouTube
- Találkozás Önmagaddal, Dr. Buda László és Szabó Péter beszélgetése, 2021. YouTube
- Bízhatok-e benned? Képmás-est Vendég: Dr. Buda László pszichiáter, pszichoterapeuta, 2021. YouTube
- Őszinte párbeszéd a testünkkel, Dr. Buda László és Szabó Péter beszélgetése, 2020. YouTube
- Szakítópróba Képmás-est, Vendég: Dr. Buda László, 2020. YouTube

### 2020 előtt
- Lélekséta Bagdi Bellával, Dr. Buda László Interjú, 2019. YouTube
- Mit üzen a tested és a lelked?, Ajka TV. YouTube
- Hogyan legyek jóban a testemmel?, FIX TV. YouTube